# Paris (Illinois)
Paris is een plaats (city) in de Amerikaanse staat Illinois, en valt bestuurlijk gezien onder Edgar County.

## Demografie
Bij de volkstelling in 2000 werd het aantal inwoners vastgesteld op 9077.
In 2006 is het aantal inwoners door het United States Census Bureau geschat op 8857, een daling van 220 (-2,4%).

## Geografie
Volgens het United States Census Bureau beslaat de plaats een oppervlakte van
13,5 km², waarvan 12,5 km² land en 1,0 km² water.

## Plaatsen in de nabije omgeving
De onderstaande figuur toont nabijgelegen plaatsen in een straal van 24 km rond Paris.